# SL Benfica
A lisszaboni Benfica a portugál labdarúgó-bajnokság  legsikeresebb klubja 37 bajnoki címével és 26 kupa elsőséggel.

## Történet
1904-ben alapították a klubot. Leghíresebb játékosa Eusébio volt, aki 1961-től 1975-ig játszott a csapatban, és 715 fellépésén 727 gólt szerzett. Stadionja a 65 000 férőhelyes Estádio da Luz (a Fény stadionja), melyet 2003-ban nyitottak meg. A klubban játszott Fehér Miklós magyar válogatott labdarúgó, tragikus körülmények közt bekövetkezett haláláig.

### Guttmann-átok
1962-ben egymás után a második BEK-trófeáját is megnyerte a Benficával, Guttmann extraprémiumot követelt a klubelnöktől, dr. António Mundrungától, aki azt felelte, hogy ez nem szerepel a szerződésben. Guttmann Béla dühbe jött, s mielőtt rácsapta volna az ajtót a szerinte zsugori főnökre, megátkozta a klubot azzal, hogy soha többé (más források szerint 100 évig) nem nyer európai kupát. Azóta 8 finálét is elbukott a Benfica. Ötször a BL/BEK-ben, háromszor pedig az UEFA/Európa Ligában maradt alul.

## Címek
- 2-szeres BEK-győztes (1960/61 és 1961/62) - a magyar Guttmann Béla edzőségével.
- 1980/81-ben, elsőként a portugál labdarúgás történetében egy szezonon belül megnyerte a bajnokságot, a kupát és a portugál szuperkupát – Baróti Lajos edzőségével.
- Czeizler Lajos 1963–1964 között az SL Benfica csapatához szerződött, a csapattal egyszer bajnokságot, kétszer Portugál-kupát nyert.
- 1-szeres Ibéria-kupa győztes (1983/84) és 1-szeres Latin-kupa győztes (1949/50)
- 38-szeres portugál bajnok, 26-szoros portugál kupagyőztes, 10-szeres portugál szuperkupa-győztes, 8-szeres portugál ligakupa-győztes. 3-szor nyerte meg a portugáliai „Riberio dos Reis” kupát.

## Játékoskeret
2025. január 6-én lett frissítve:
| Mezszám       | Név                            | Nemzet     | Posztok     | Szül. év (kor)                | Megjegyzés:                                                                     |         |         |         |         |
| Kapusok       | Kapusok                        | Kapusok    | Kapusok     | Kapusok                       | Kapusok                                                                         | Kapusok | Kapusok | Kapusok | Kapusok |
| ------------- | ------------------------------ | ---------- | ----------- | ----------------------------- | ------------------------------------------------------------------------------- | ------- | ------- | ------- | ------- |
| 1             | Anatolij Volodimirovics Trubin | ukrán      | kapus       | 2001. augusztus 1. (24 éves)  | a válogatottban is játszik                                                      |         |         |         |         |
| 24            | Samuel Soares                  | portugál   | kapus       | 2002. június 15. (23 éves)    |                                                                                 |         |         |         |         |
| 75            | André Nogueira Gomes           | portugál   | kapus       | 2004. október 20. (20 éves)   | a Benfica B tartalékcsapatában játszik                                          |         |         |         |         |
| Védők         |                                |            |             |                               |                                                                                 |         |         |         |         |
| 3             | Álvaro Carreras                | spanyol    | hátvéd      | 2003. március 23. (22 éves)   | az U21-es válogatottban is játsik                                               |         |         |         |         |
| 4             | Antonio Silva                  | portugál   | hátvéd      | 2003. október 30. (21 éves)   | a válogatottban is játszik                                                      |         |         |         |         |
| 6             | Alexander Bah                  | dán        | hátvéd      | 1997. december 9. (27 éves)   | a válogatottban is játszik                                                      |         |         |         |         |
| 30            | Nicolás Otamendi               | argentin   | hátvéd      | 1988. február 12. (37 éves)   | a válogatottban is játszik                                                      |         |         |         |         |
| 37            | Jan-Niklas Beste               | német      | hátvéd      | 1999. január 4. (26 éves)     |                                                                                 |         |         |         |         |
| 44            | Tomás Araújo                   | portugál   | hátvéd      | 2002. május 16. (23 éves)     |                                                                                 |         |         |         |         |
| 81            | Adrian Bajrami                 | albán      | hátvéd      | 2002. április 5. (23 éves)    | a válogatottban és Benfica B tartalékcsapatában is játszik                      |         |         |         |         |
| Középpályások |                                |            |             |                               |                                                                                 |         |         |         |         |
| 8             | Fredrik Aursnes                | norvég     | középpályás | 1995. december 10. (29 éves)  |                                                                                 |         |         |         |         |
| 10            | Orkun Kökçü                    | török      | középpályás | 2000. december 29. (24 éves)  | a válogatottban is játszik                                                      |         |         |         |         |
| 18            | Leandro Barreiro               | luxemburgi | középpályás | 2000. január 3. (25 éves)     | a válogatottban is játszik                                                      |         |         |         |         |
| 61            | Florentino Luis                | portugál   | középpályás | 1989. október 6. (35 éves)    | csapatkapitány-helyettes                                                        |         |         |         |         |
| 23            | Soualiho Meïté                 | francia    | középpályás | 1994. március 17. (31 éves)   |                                                                                 |         |         |         |         |
| 84            | João Rego                      | portugál   | középpályás | 2005. június 20. (20 éves)    | a válogatottban és Benfica B tartalékcsapatában is játszik                      |         |         |         |         |
| 85            | Renato Sanches                 | portugál   | középpályás | 1997. augusztus 18. (27 éves) | kölcsönben a Paris Saint-Germain-től; a Benfica B tartalékcsapatában is játszik |         |         |         |         |
| Csatárok      |                                |            |             |                               |                                                                                 |         |         |         |         |
| 7             | Zeki Amdouni                   | svájc      | csatár      | 2000. december 4. (24 éves)   | kölcsönben a Burnleytől; a válogatottban is játszik                             |         |         |         |         |
| 9             | Arthur Cabral                  | brazil     | csatár      | 1998. április 25. (27 éves)   |                                                                                 |         |         |         |         |
| 11            | Ángel Di Maria                 | argentin   | csatár      | 1988. február 14. (37 éves)   |                                                                                 |         |         |         |         |
| 14            | Vangélisz Pavlídisz            | görög      | csatár      | 1998. november 22. (26 éves)  | a válogatottban is játszik                                                      |         |         |         |         |
| 17            | Kerem Aktüroğlu                | török      | csatár      | 1998. október 21. (26 éves)   | a válogatottban is játszik                                                      |         |         |         |         |
| 21            | Andreas Schjelderup            | norvég     | csatár      | 2004. június 1. (21 éves)     | a felnőtt csapatban és az U21-es válogatottban is játszik                       |         |         |         |         |
| 25            | Gianluca Prestianni            | argentin   | csatár      | 2006. január 31. (19 éves)    | az U17-és válogatottban és Benfica B tartalékcsapatában is játszik              |         |         |         |         |
| 32            | Benjamin Rollheiser            | argentin   | csatár      | 2000. március 24. (25 éves)   | a Benfica B tartalékcsapatában is játszik                                       |         |         |         |         |
| 47            | Thiago Gouveia                 | portugál   | csatár      | 2001. június 18. (24 éves)    | az U21-es válogatottban is játszik                                              |         |         |         |         |

### Kölcsönben
| #             | Név              | Nemzet   | Posztok     | Szül. év (kor)               | kölcsönben:                     | meddig:            |          |          |          |
| Kapusok       | Kapusok          | Kapusok  | Kapusok     | Kapusok                      | Kapusok                         | Kapusok            | Kapusok  | Kapusok  | Kapusok  |
| Hátvédek      | Hátvédek         | Hátvédek | Hátvédek    | Hátvédek                     | Hátvédek                        | Hátvédek           | Hátvédek | Hátvédek | Hátvédek |
| ------------- | ---------------- | -------- | ----------- | ---------------------------- | ------------------------------- | ------------------ | -------- | -------- | -------- |
| 19            | David Jurásek    | cseh     | hátvéd      | 2000. augusztus 7. (24 éves) | kölcsönben a TSG Hoffenheim-nél | 2025. június 30-ig |          |          |          |
| Középpályások |                  |          |             |                              |                                 |                    |          |          |          |
| 18            | João Mário       | portugál | középpályás | 1993. január 19. (32 éves)   | kölcsönben az Beşiktaş-nál      | 2025. június 30-ig |          |          |          |
| 76            | Martim Neto      | portugál | középpályás | 2003. január 14. (22 éves)   | kölcsönben a Rio Ave-nél        | 2025. június 30-ig |          |          |          |
| Csatárok      |                  |          |             |                              |                                 |                    |          |          |          |
| —             | Casper Tengstedt | dán      | csatár      | 2000. június 1. (25 éves)    | kölcsönben a Hellas Verona-nál  | 2025. június 30-ig |          |          |          |

Visszavonultatott mezszámok
29 – Fehér Miklós